# Jozef Angelus van der Donckt
Frans Joseph Octave Van der Donckt (Aalst, 30 juni 1757 - Brugge, 16 augustus 1813) was een Zuid-Nederlands kunstschilder.

## Levensloop

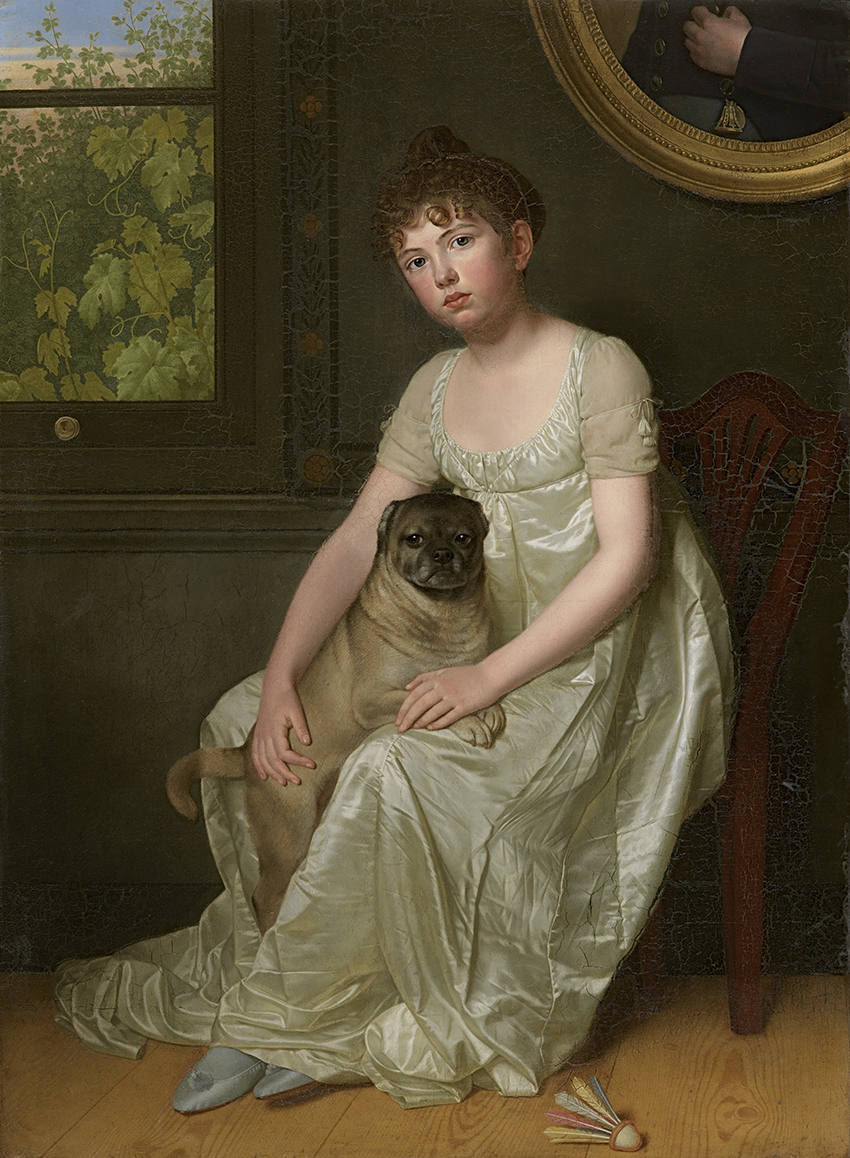
Portret van Sylvie de la Rue (1806), Groeningemuseum.

Zoon van een Aalsterse vader Van der Donckt en een Brugse moeder Carolina Jessens, kwam hij na het vroegtijdig overlijden van zijn vader, met zijn moeder naar Brugge.
Na zijn eerste tekenlessen bij Jacob De Rijcke, volgde hij de lessen van Antonius Suweyns en Joseph Suvée. Ondertussen volgde hij ook de humaniora aan het Brugse jezuïetencollege. Hij werd handelsbediende in Marseille.
De kunst bleef hem echter boeien en hij verhuisde naar Parijs, waar hij gedurende drie jaar werkte aan het kopiëren van de collectie kunstwerken van de hertog van Orléans. Hij reisde vervolgens doorheen Italië en kwam uiteindelijk naar Brugge terug, waar hij in 1791 directeur werd van de Kunstacademie. 
Hij was een uitstekend portretschilder, met een voorkeur voor pastelkleuren. Van hem zijn onder meer bekend:
- Zelfportret (1789);
- Portret van een man (1796);
- Portret van Sylvie de la Rue, zijn nicht, die trouwde met Joseph Odevaere.